# دقيلة
دَقِيْلَة هو جنس من الفطريات التي تنتمي إلى رتبة النخريات. يركب بعض النباتات البرية من مختلف الفصائل. يصيب النسج النباتية حيث ينمو ويتكاثر فيتسبب انفجار بشرة النصل وظهور بوغه الفحمي الهبابي. ذميخته البوغية مغلفة بغشاء دقيق تكسوه البويغات العاقرة.